# Conséquences de l'accident de Fukushima sur la centrale nucléaire de Fukushima Daiichi
Pour un article plus général, voir Accident nucléaire de Fukushima.

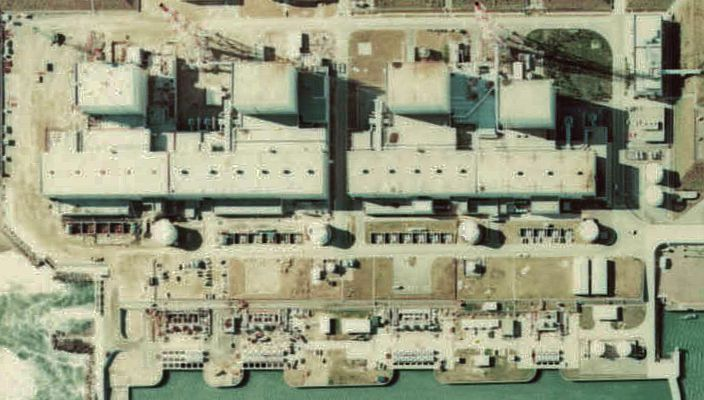
Le premier réacteur à être en difficulté sur le site de Fukushima Daiichi était le réacteur no 1 (le plus ancien et le moins puissant), situé à droite sur cette photo de 1975 (cliquer pour agrandir). Le réacteur no 3 (le second depuis la gauche sur l'image) a ensuite également connu de graves défaillances.

Le 11 mars 2011, un séisme de magnitude 9 déclenche un tsunami qui dévaste la côte Pacifique du Tōhoku au Japon et provoque l'accident nucléaire de Fukushima : la centrale nucléaire est endommagée, provoquant un défaut de refroidissement, des fusions de cœur dans plusieurs réacteurs puis des ruptures de confinement et d'importants rejets radioactifs. Cet événement entraîne une cascade de conséquences sur les installations de la centrale nucléaire de Fukushima Daiichi. Quatre des réacteurs sont gravement endommagés (considérés comme définitivement arrêtés dès juin 2011, et les deux autres un peu plus tard). Une partie de la centrale est détruite. Des travaux de déblai, d'accès et de construction se succèdent sur un site durablement pollué. En 2020, il était prévu d'entamer fin 2021 les travaux préparatoires au démantèlement des installations du réacteur no 1, en espérant pouvoir achever ce démantèlement dans les 30 à 40 ans suivant l'arrêt du réacteur.
Durant et après l'accident, la catastrophe a été analysée par de nombreux experts, dans de nombreux pays. Ceci contribue au retour d'expérience, important pour la conception et l'exploitation des installations nucléaires, notamment en termes de renforcement de la robustesse et redondance des équipements, en termes de formation des intervenants à des situations inhabituelles et extrêmes. En 2015 Jean-Christophe Niel (Directeur Général de l'Autorité de sûreté nucléaire) insistait aussi sur l'utilité de ce travail pour une révision de l'« évaluation des aléas et agressions, en s'interrogeant sur les cumuls de défaillances et en intégrant l'identification des « effets falaises ». Le retour d'expérience a aussi conduit les autorités de radioprotection et de sûreté européennes à considérer qu'il fallait améliorer leur coordination en situations d'urgence, en particulier transfrontalières. Elles ont aussi considéré qu'il fallait se préparer à la gestion de situations extrêmes pour lesquelles peu d'information serait disponible. Enfin, le rôle dans la prévention comme dans la gestion de l'urgence, des différents acteurs ou différents groupes d'acteurs tels que les exploitants, l'autorité de sûreté, le Gouvernement, les médias et les citoyens et de leurs interactions doit aussi être analysé à la lumière de cet accident ».

## Radioactivité des bâtiments des réacteurs qui ont partiellement fondu
Fin 2020, la presse révèle que la radioactivité à l’intérieur des bâtiments des réacteurs les plus endommagés avait été sous-estimé, elle serait d'environ 10 sieverts par heure. Selon l'Autorité de régulation nucléaire japonaise (NRA), « une énorme quantité de matières radioactives s’était apparemment attachée aux bouchons de protection des enceintes de confinement des réacteurs n° 2 et n° 3 » ce qui pose un  défi « extrêmement sérieux » au processus de démantèlement global du site.
Le couvercle de l'enceinte du réacteur n° 1 a glissé et a été endommagé par l'explosion d’hydrogène, laissant échapper beaucoup de césium 137, faisant que moins de matière radioactive semble s'y être attachée (0,16 pétabecquerels estimés, soit bien moins que pour les bouchons des réacteurs n°2 et n°3 où une radioactivité de 20 à 40 pétabecquerels a été mesurée, qui serait due au césium, qui a contaminé le bouclier (entre ses couches supérieure et moyenne dans le bouclier n°2).
Mi-septembre 2021, après qu'un robot sur chenille ait foré un trou de 7 cm de profondeur dans la partie supérieure du bouclier, il a pu y introduire un dosimètre pour évaluer la radioactivité dans l'épaisseur du tiers supérieur du bouclier. L’Autorité de Régulation Nucléaire japonaise a alerté sur le fait que des taux de radiation de 1,2 sieverts/heure (niveau létal pour l'homme) ont été mesurés près de la surface du couvercle de réacteur n°2 et 1. Selon l'Agence, ceci pourrait faire reconsidérer le processus envisagé de décontamination du site. Ces boucliers (150 tonnes chacun) sont des disques de 12 m de large et 60 cm d'épaisseur, composé de trois couches superposées de bétons spéciaux formant un blindage antiradiation en cas d'accident du cœur du réacteur. Ce niveau de radioactivité accroit les risques pour les opérateurs du démantèlement, la population et l'environnement, car « une grande quantité de particules d’aérosols très radioactifs et de taille submicronique » (très volatiles et capables de pénétrer les poumons et passer dans le sang) risque d'être générée. Des essais de nettoyage au laser, avec simulation de piégeage (par brumisation pulvérisation conjointe d'eau) des particules radioactives générées par le décapage-laser et la découpe-laser ont été faits à l'Université de Tokyo.

## La catastrophe nucléaire
Le 11 mars, après une triple catastrophe :
- le séisme, peu après la principale secousse, induit l'arrêt automatique des réacteurs 1, 2 et 3 (par insertion des grappes de commande dans les cœurs, freinant la réaction de fission par absorption des neutrons). Le tremblement de terre a cependant détruit des lignes d'alimentations électriques externes des réacteurs. Ceci induit alors le démarrage des groupes électrogènes de secours (à moteur diesel) pour alimenter les pompes de refroidissement[B 1].
- le tsunami généré par le séisme a notamment noyé les groupes électrogènes, ce qui a rendu inopérant divers systèmes de mesure essentiels, ainsi que les mécanismes de pilotage des vannes.

En raison des dégâts matériels, les conditions de gestion de la centrale, y compris dans les salles de commande deviennent difficiles, de même que la communication entre ces salles de commande et la cellule de crise  mise en place dans la centrale. Les ingénieurs chargés du pilotage des réacteurs et de la centrale n'ont plus accès à certaines mesures et indicateurs et reçoivent des informations erronées ou incomplètes de la part des chefs de quart, faisant qu'après une suite de défaillances techniques, ils ne détectent pas l'arrêt automatique de l'IC du réacteur n°1, la défaillance du RCIC du réacteur n°2 (après trois jours de fonctionnement) ni l'arrêt volontaire du HPCI du réacteur n°3 (en prévention d'une défaillance à venir) ce qui a conduit à une interruption du refroidissement des combustibles, avant même que l'exploitant ne dispose d'une évaluation correcte de l'état de chaque réacteur « Parallèlement, les difficultés rencontrées pour alimenter en électricité les soupapes de dépressurisation et les vannes des lignes d'éventage ont fortement perturbé le contrôle de la pression dans les enceintes de confinement, ce qui a retardé l'injection d'eau. Les trois réacteurs n'ont ainsi pas été refroidis pendant plusieurs heures ».
Du 12 au 15 mars les bâtiments de ces réacteurs subissent des explosions d'hydrogène. Les bâtiments 1, 3 et 4 sont très endommagés, tout comme les cuves des réacteurs 1, 2 et 3.
Du fait des dégradation causées par les premières secousses, aggravées par la vague du tsunami, l'installation devient plus sensible à de nouvelles secousses sismiques ou à un second tsunami, d'autant que cette centrale est déjà ancienne (construite il y a une quarantaine d'années, elle était prévue pour résister à un séisme de 7,9 et non pas de 9,0 comme ce fut le cas). Dans le monde entier, des opérateurs ont proposé de prolonger la durée de vie en fonctionnement des réacteurs. Depuis le début des années 1990, le vieillissement et la dégradation des centrales nucléaires ont donc été étudiés avec plus d'attention. Ceci a débouché en 1999 au Japon, sur un Programme national de gestion du vieillissement des centrales (« Plant life management ou PLM ») intégrant l'entretien préventif et l'évaluation de la dégradation des composants des systèmes en place. L'évaluation de la dégradation des capacités de résistance parasismique des centrales âgées en est un des éléments importants. Certains facteurs de dégradation ont été quantitativement évalués, dont pour la centrale de Fukushima, principalement sur la base de Directives techniques pour la conception parasismique des centrales nucléaires. Les études initiales ont montré que les programmes d'entretien ne prenaient pas ou peu en compte les effets du vieillissement sur la résistance parasismique des composants de l'installation. Kei Kobayashi recommandait en 2002 l'établissement de méthodes d'évaluation rationnelle de la dégradation parasismique de certains composants des centrales vieillissantes, notamment pour les systèmes de tuyauterie.
Faute de refroidissement suffisant se produit un craquage de l'eau (production d'oxygène et d'hydrogène) causé par la dégradation des gaines de combustible et la fusion des cœurs. S'ensuivent d'importantes explosions d'hydrogène endommagent gravement les structures et infrastructures des réacteurs n°1 et 3. Dans les heures et jours qui suivent ces explosions d'hydrogène sont montrées en boucle par les chaines d'information, ainsi que des vues de l'hélicoptère tentant de refroidir les réacteurs. Ces images montrent aussi des difficultés d'accès et de rétablissement de l'électricité dans les bâtiments pour certains très endommagés, ainsi que les communications difficiles entre l'exploitant TEPCO et les autorités, ravivant le souvenir de la catastrophe nucléaire de Tchernobyl.
L'une des violentes déflagrations a concerné le bâtiment du réacteur n°4 qui était relié par une tuyauterie au bâtiment du réacteur n°3. Elle fragilise la piscine d'entreposage des combustibles de cette tranche. Et des fuites sont aussi observées dans l'enceinte du réacteur n°2. Ces dégâts matériels sont sources d'importants rejets radioactifs.

## Coriums
La gestion et le futur démantèlement du site de Fukushima Daïchi doivent tenir compte de la présence in situ de plusieurs centaines de tonnes de corium contenant une grande partie des 256 tonnes d'éléments de combustible nucléaire des cœurs qui ont fondu, une situation qui ne s'est jamais produite dans le monde. 
Ce corium est un amalgame pâteux de métaux en fusion dont la haute température et la radioactivité est auto-entretenue pour des mois ou années ; et ses propriétés et sa composition « ne sont que partiellement connues ». Il provient de la fusion accidentelle du combustible nucléaire, mais aussi de gaines, de barres de contrôle, de produits de fission et de matériaux de structure issus de la fusion du cœur d'un réacteur et d'une partie de la cuve. Il est initialement extrêmement chaud (plus du double de la température de la lave liquide), toxique, corrosif, proche de la criticité, ou localement critique, et pour longtemps très hautement radioactif (28 térabecquerels par kg, soit, pour 100t de corium, plus d'un million de térabecquerels délivrés). Il peut être plus ou moins hétérogène et les éléments qu'il contient évoluent et interagissent constamment entre eux sans cesse, générant des gaz et aérosols au contact de l'eau ou des matériaux que le corium rencontre. Avec ses éléments lourds (uranium, et plutonium pour le corium n°3 qui s'est formé à partir de MOX) s'accumulant vers le bas, un corium peut être assez chaud et lourd (plus de 100 t, avec une densité 3 fois plus élevé que l'acier) pour - s'il n'est pas constamment et suffisamment refroidi - facilement transpercer l'acier de sa cuve de réacteur, puis s'écouler sur le radier de béton de la chambre sèche (zone sèche de confinement, située entre la cuve du réacteur et l'enveloppe de béton et d'acier qui constitue la barrière de confinement suivante). Là le corium peut éventuellement encore successivement traverser le radier de béton, la couche d'acier, la couche de béton, puis éventuellement continuer à s'enfoncer s'il n'est toujours pas assez refroidi (les interactions corium-béton et sa refroidissabilité ont été notamment étudiées par Journeau et al. (2003, 2009), et Lomperski et Farmer (2007). Nul ne peut s'en approcher sans mourir en quelques secondes. Il n'y a jamais eu autant de corium produit qu'à Fukushima. En 2022, on a montré qu'en cas de découpe de corium, et dans les aérosols, sa radioactivité sera « en majorité concentrée dans les particules de moins de 1 µm ».

Il est donc important d'évaluer les caractéristiques du corium avant tout démantèlement ou avant toute télémanipulation de ce type de déchets. 
 En 2015, on ignore encore l'ampleur des dommages générés par les coriums de Fukushima mais TEPCO a planifié un refroidissement de ces débris au moins jusque fin-2021. 
Plus de 10 ans après l'accident, en 2022 une nouvelle modélisation de la destruction du réacteur n'°1 de Fukushima Daiichi (qui est celui qui a subi les pires conditions de disponibilité des systèmes de sécurité le 11 mars 2011) a été faite. Ses résultats confirment les évaluations précédentes :
- masse de corium (du réacteur n°1): environ 140 tonnes ; plus précisément : « les matériaux du cœur au niveau du réacteur avant la fusion du cœur était d'environ 123,97 tonnes, et après la formation de la fusion du corium, il était d'environ 140,702 tonnes et ayant produit une nouvelle simulation de sa radioactivité probable 10 et 50 ans après la fonte du contenu du réacteur n°1 », ce qui est en accord avec les prévisions antérieures, calculées via d'autres modèles[15]. Il y aurait au total environ 68 tonnes de purs produits de fission dans ce corium[15].
- radioactivité du corium (du réacteur n°1) : son activité totale a été modélisée à environ 6,046E+17 Bq pour 2022 ; et elle devrait encore être d'environ 1,89E+17 Bq, 50 ans après l'accident[15].
- sa chaleur est débattue : selon Robb et al. il y a eu production de 140 tonnes de corium à 1850-2100°K (1577 à 1826°C). Pour Luxat et al. sa température était de 2751°K (1826.85 °C) et d'autres modélisations (faites par Luxat et al., 2016 ; Shaat Amr et Mahmoud, 2019) donnaient une chaleur de désintégration comprise entre 86 et 110 W/kg.

Récupérer le corium implique de créer un accès sécurisé à l'intérieur des cuves et à l'endroit où le corium est arrivé. Il faut donc prédire le degré de dégradation de la cuve et de la structure qui la supporte et l'entoure ; et donc comprendre la cinétique et le comportement de dissolution du corium, notamment en immersion, sachant que deux modes de dissolution coévoluent : 1) dissolution chimique et 2) dissolution physique (permise par la fusion des métaux). Une étude laisse penser que dans ce contexte, la dissolution physique précède la dissolution chimique (qui est ici plus lente). Il faudra ensuite effectuer sa découpe, son transport et son « retraitement », par exemple avec un découpage au laser puis un transport réfrigéré ou en immersion dans de l'eau, suivi d'un éventuel entreposage provisoire sous l'eau, ou confinement in situ). 
Gérer et traiter le corium est l'un des défis majeurs du démantèlement à Fukushima. 
Les débris de corium seront potentiellement en contact avec l'eau au cours de ces étapes ; il faut donc évaluer/comprendre et anticiper les interactions entre le corium et l'eau. 
Le corium pose aussi des questions difficiles de contrôle de la criticité, de gestion des métaux lourds et d'actinides toxique et/ou très radioactifs (Mo, Ba, Sr, Rh, La, etc.) que le corium peut perdre par dissolution/lixiviation dans l'eau qui entre à son contact (une des propositions étudiées est un stockage sous-marin intermédiaire de ce corium) ou via des aérosols. 

À partir de débris d'un faux corium « simulés à l'intérieur et à l'extérieur de la cuve, fabriqués dans l'installation expérimentale Colima installée sur la plateforme PLINIUS du CEA Cadarache », une modélisation géochimique a été faite pour mieux comprendre et modéliser la dissolution à long terme des composants du corium, très variés et se modifiant dans le temps ; un travail pour lequel il y a encore des « lacunes dans les connaissances, dont la plus délicate peut consister à déterminer dans quelle mesure de petites « particules chaudes » de corium ont été produites ». À partir de 2021 et 2022, l'IRSN et d'autres étudient « l'efficacité de résines utilisées pour limiter la mise en suspension de particules lors du démantèlement ».

## Sédiments contaminés
Le tsunami puis l'apport volontaire d'eau de mer, puis d'eau douce sur les réacteurs en fusion et dans les piscines, associés aux phénomènes de corrosion accentués par le sel, et localement par la chaleur et la radioactivité, ont laissé dans une partie des bâtiments et installation de l'eau radioactive et des sédiments contaminés. Ces boues contiennent notamment des composés riches en fer, « probablement issu de corrosion des matériaux de construction dans les réacteurs ou les bâtiments des réacteurs. Les hydroxydes de fer sont connus pour adsorber fortement les radionucléides (...) les boues contiennent préférentiellement des nucléides TRU, comme prévu pour la sorption sur les hydroxydes de fer. Il faut envisager la possibilité que les particules fines ou les colloïdes générés par le combustible nucléaire endommagé soient transférés par l’écoulement de l’eau ».
Des boues chargées de radionucléides émetteurs alpha sont présentes dans le sous-sol des bâtiments du réacteur, qui nécessiteront des opérations de précaution et de décontamination, préparés par TEPCO.

## État des réacteurs
Le refroidissement des réacteurs étant effectué avec de l'eau de mer, les risques d'impact sur le refroidissement des cœurs ou encore de blocage de soupapes sont préoccupants et l'opération rendra les réacteurs inutilisables. En plus d'être corrosif, le sel de l'eau de mer pourrait se cristalliser et ainsi former des dépôts à l'intérieur de ceux-ci, de même que les diverses autres impuretés de cette eau non filtrée. Le 23 mars, pour l'IRSN, « les réacteurs no 1, 2 et 3 restent dans un état particulièrement critique en l'absence de source de refroidissement pérenne ». L'IRSN craint une « cristallisation du sel injecté avec l'eau de mer dans les cuves des réacteurs » qui peut induire « à très court terme » une corrosion, un mauvais refroidissement des cœurs, ainsi qu'une cristallisation au niveau des échangeurs des circuits de refroidissement normaux après leur remise en service (outre les risques de blocage de soupapes déjà signalés). Pour diminuer ces risques, l'IRSN recommande « de reconstituer des réserves d'eau douce sur le site ». Début avril, Tepco se dit préoccupé par le fait que l'eau qui s'accumule sous les réacteurs 5 et 6 pourrait noyer des équipements nécessaires à la sécurité de ces installations.
Mi-avril, TEPCO annonce qu'il lui faudra trois mois pour commencer à faire baisser le niveau de radiations, et six à neuf mois pour refroidir complètement les réacteurs.
Le 15 mai, TEPCO annonce que les trois réacteurs sont en fusion. Les rapports de TEPCO précisent aussi que des enceintes de confinement étaient fracturées dès le 12 mars.
Les cœurs des réacteurs 1 à 3 ont très probablement fondu plus tôt qu'initialement annoncé, et le corium aurait percé les cuves des réacteurs pour au moins en partie s'épandre sur le socle en béton (de huit mètres d'épaisseur) du bâtiment. Selon les inspecteurs de l'AIEA, les calculs indiquent que les réacteurs se seraient dégradés plus vite que ce que TEPCO avait annoncé, peu après le dénoyage des combustibles des réacteurs 1 et 2 :
- Le cœur du réacteur no 1 aurait fondu trois heures après le séisme, et percé la cuve deux heures après.
- Le cœur no 2 aurait commencé à fondre 77 heures après le séisme en perçant la cuve trois heures après.
- Le cœur no 3 aurait fondu 40 heures après le séisme et percé sa cuve 79 heures après[27].

Le 5 septembre, TEPCO a annoncé que les réacteurs 1 et 3 étaient passés sous la barre des 100 degrés Celsius.

### Réacteur 1

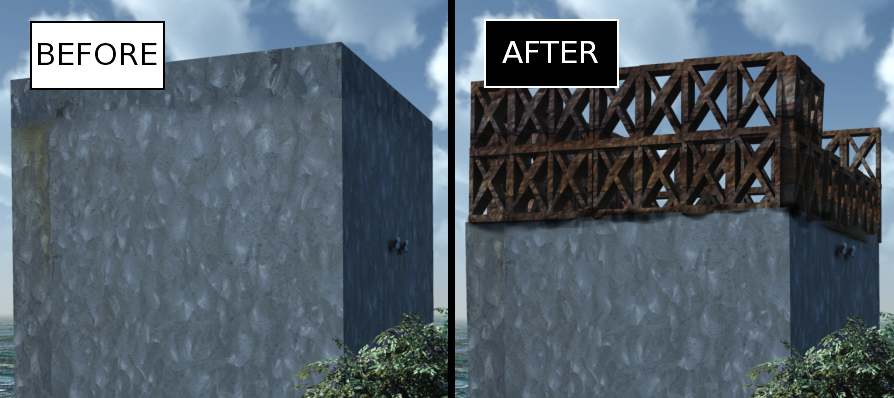
Vue d'artiste représentant les dégâts infligés au bâtiment du réacteur no 1 par l'explosion d'hydrogène

C'est le réacteur qui a été le plus rapidement dégradé, touché par une perte de liquide de refroidissement, avec une forte augmentation de la chaleur de désintégration, en plus de la réaction exothermique entre le zirconium et la vapeur d'eau qui ont causé une fusion précoce du cœur, puis une fusion d'une partie de du fond de la cuve sous pression du réacteur, puis une fusion et affaissement du plénum inférieur réacteur... En outre, la partie haute du bâtiment (murs et toiture) qui l'abritait s'est effondrée à la suite d'une explosion d'hydrogène induite par la surchauffe du réacteur. La cuve est percée (un trou aurait 7 cm de diamètre) ; un exploitant de la centrale nucléaire japonaise de Fukushima Daiichi a reconnu que la cuve contenant le réacteur 1 était percée.
Le 12 mars, l'enveloppe de confinement du réacteur était donnée pour intacte or elle présente des fuites.
Selon l'IRSN, des rejets très importants se seraient produits lors de l'explosion qui a affecté le bâtiment du réacteur 1. NHK révèle le 22 mai que la décompression n'a été effectuée qu'1 h 30 avant l'explosion, alors que la limite maximale de pression (853 kilopascals) était presque atteinte 13 heures avant cette dernière : si les procédures de secours avaient été correctement appliquées, l'explosion aurait pu être moins forte.
Selon l'Agence de sûreté nucléaire et industrielle, 70 % du combustible du réacteur no 1 aurait été endommagé. En réalité, les barres du combustible sont particulièrement atteintes : elles ont complètement fondu. Un nouveau système de refroidissement est prévu pour l'été.
Dans l'eau stagnante sur le sol de la salle des turbines, l'opérateur mesure : 2,1 × 105 Bq/cm3 d'iode 131 et 1,8 × 106 Bq/cm3 de césium 137. Au 1er juin, après le passage d'un typhon, les sous-sols étaient recouverts de plus de 5 mètres d'eau, à moins de 40 cm du niveau du sol.

### Réacteur 2

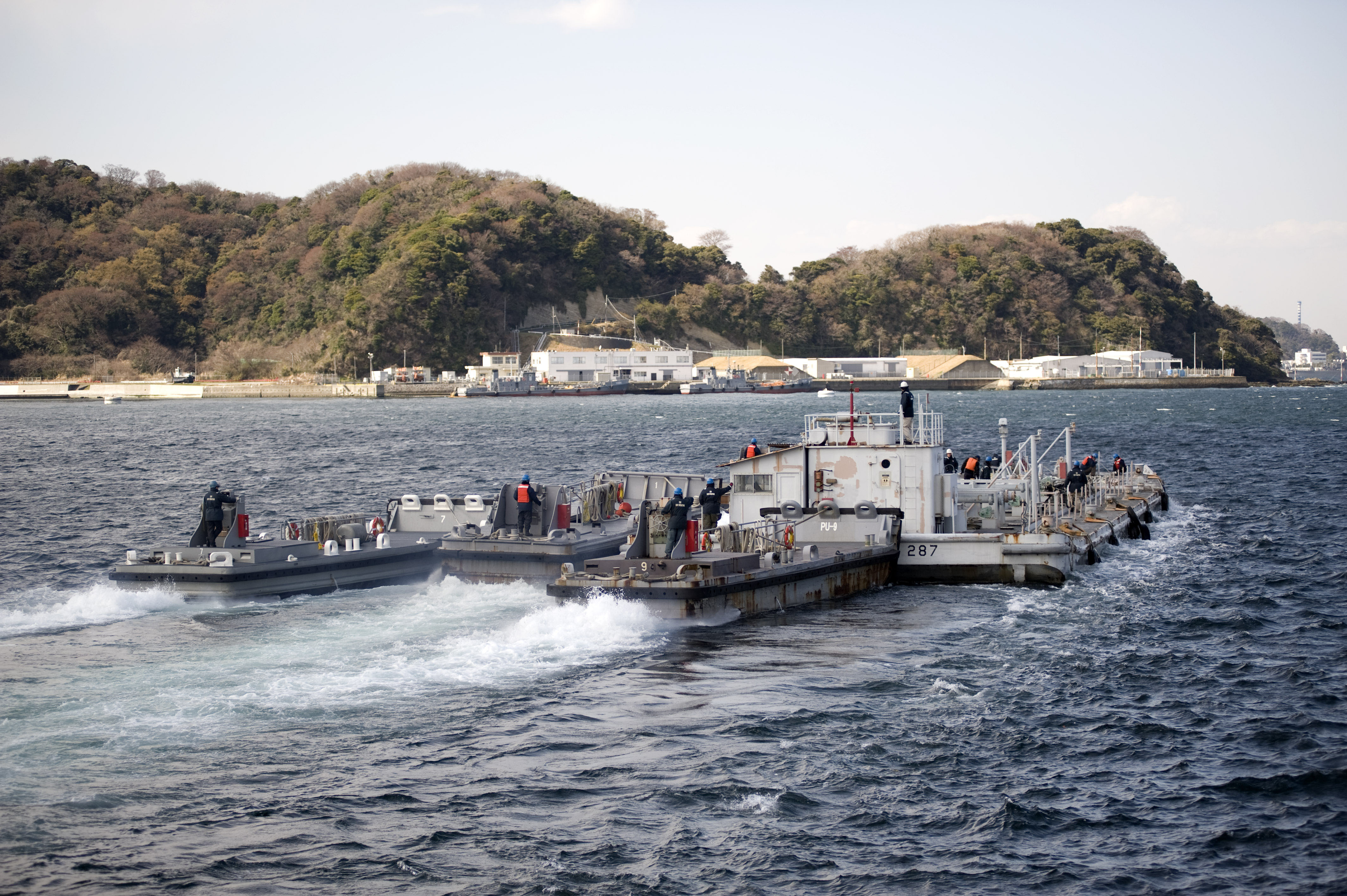
L'une des deux barges (YON-287) prêtées par la marine américaine (US Navy) à la demande du gouvernement japonais. Elle transporte ici, le 23 mars, 851000 litres d'eau douce de la base « Fleet Activities Yokosuka » (CFAY) vers la centrale pour soutenir l'effort de refroidissement des réacteurs

Le 14 mars après 11 h, le panneau anti-souffle du bâtiment du réacteur est dégagé sous l'effet de l'explosion de l'unité 3, et à 13 h 18, TEPCO signale une baisse du niveau d'eau dans le réacteur no 2.
Deux explosions successives, le 15 mars, ont probablement endommagé l'enceinte de confinement de ce réacteur, et rejeté des matières radioactives. Elles peuvent être dues à l'hydrogène, comme dans les cas des deux autres réacteurs, ou découler d'une réaction en chaîne partielle des barres de combustible entreposées. Ce même jour à 0 h 2, TEPCO effectue un rejet de gaz dans l'atmosphère dans le but de diminuer la pression. Une nette baisse de pression signalée à 6 h 10 laisse penser que l'enceinte de confinement fuit, et qu'un incident (signalé à 6 h 20) a eu lieu dans la piscine de condensation du réacteur censée éviter les fuites radioactives par surpression en cas d'incident, selon l'Agence de sûreté japonaise. C'est la première fois que des dommages sont rapportés officiellement pour un caisson de confinement lors de cet accident. Selon l'ASN française, l'enceinte de confinement se serait fissurée. Selon l'exploitant, le niveau de fusion atteint 33 % du cœur. De plus, les tiges combustibles seraient endommagées à hauteur de 33 %, révèle l'agence de presse Kyodo. Le 19 mars, on tente encore de raccorder les installations au réseau électrique externe.
Le 20 mars, de l'eau de mer est injectée dans la piscine de stockage. À 15 h 46 de l'électricité est disponible dans une partie du site.
Le 21 mars, une fumée blanche est émise du réacteur, de 18 h 22 au 22 mars 7 h 11 où elle disparaît presque. 18 tonnes d'eau de mer sont déversées dans la piscine de combustible usagé (entre 16 h 7 et 17 h 1 le 22 mars).
Trois jours après, le 25 mars, une fumée blanche est à nouveau générée en continu, à partir de 6 h 20.
Le 26 mars à 16 h 46, l'éclairage de la salle de commande est rétabli ; une injection d'eau douce dans le réacteur commence vers 18 h 30.
À la suite des mesures du 27 mars révélant un niveau de radioactivité de 1 000 millisieverts par heure dans la nappe d'eau du réacteur 2, l'expert de l'IRSN Olivier Isnard avance que « ce niveau de radioactivité est juste une preuve directe que le cœur du réacteur a fondu » et un porte-parole de TEPCO estime très probable que les barres de combustible se soient dégradées.
Le 4 avril, dans la fosse où les câbles d'alimentation sont stockés près du canal d'amenée de l'eau de l'unité 2, la radioactivité de l'eau est encore de 1 000 mSv/h. Une fissure d'environ 20 cm (découverte la veille) dans le béton de confinement ou le puits de cette fosse, cause une fuite d'eau radioactive vers la mer. Pour les colmater, TEPCO a d'abord fait couler du béton dans le puits de la fosse, sans constater de diminution de fuite, avant que des liquidateurs ne tentent sans succès de la boucher (le 3 avril) avec un mélange de sciure, de papier journal et de polymères absorbants. Un traceur (colorant blanc) a été injecté dans l'eau par plusieurs trous forés près du puits, afin de suivre l'eau de refroidissement des réacteurs fuyant ainsi. L'eau située dans le bâtiment du réacteur 2 semble particulièrement radioactive. 6 000 litres d'un « coagulant » ont été injectés dans le sol autour de la zone de rupture, après l'étude de l'itinéraire de fuite grâce à un traceur. Le 6 avril, TEPCO fait poser un joint d'étanchéité à base de caoutchouc, en annonçant « étudier plus avant s'il y a d'autres fuites ».

### Réacteur 3

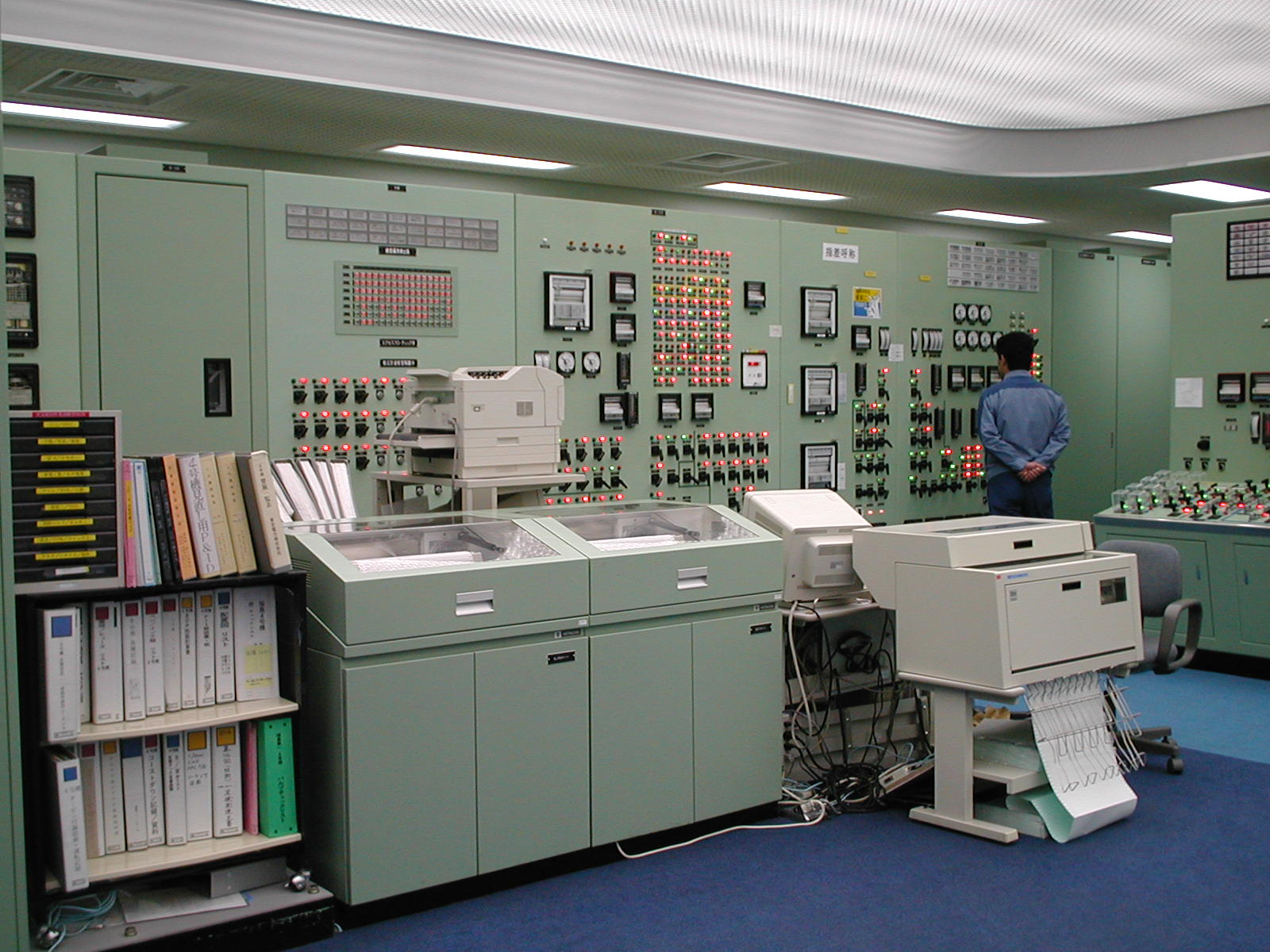
Une salle de contrôle à Fukushima en 1999

Le réacteur 3 est relié à une salle de contrôle qui commande à la fois le réacteur 4 et le 3.
Après avoir servi pendant 34 ans, la cuve et des éléments en acier du réacteur no 3 ont été changés (remplacés par un acier à faible teneur en carbone ; de type inox 316 L, plus résistant à l'eau supercritique).[réf. nécessaire] pour accepter du combustible MOX. Ce réacteur a ensuite été chargé en MOX fourni par Areva (en août 2010), pour redémarrer en septembre 2010 avec la capacité d'utiliser du MOX constitué d'environ 7 % de plutonium en complément du combustible habituel qui est de l'uranium enrichi. Le combustible MOX contient du dioxyde d'uranium (UO2) et du dioxyde de plutonium (PuO2) et peut être très toxique. Lors de sa mise en route, 6 % des barres de combustible de ce réacteur étaient constituées de ce mélange. Cependant, tous les réacteurs sinistrés de la centrale contiennent du plutonium, généré par le processus d'absorption des neutrons de fission et de transmutation.
Lors de la tentative de redémarrage de ce réacteur du 17 septembre 2010, le voyant d'alarme témoin de la vanne du système de refroidissement n'avait pas bien fonctionné, ce qui avait reporté l'événement au lendemain.
Le système de refroidissement de secours du réacteur est tombé en panne, endommagé par le séisme et non par le tsunami (contrairement à ce qu'affirma TEPCO jusqu'en mai). L'exploitant rejettera de la vapeur pour diminuer la pression (12 mars à 20 h 41 et 13 mars à 9 h 20) mais seulement après un début de fusion du cœur. Ceci a causé de nouveaux rejets de produits radioactifs dans l'environnement. Malgré l'introduction d'eau douce dans le réacteur (le 13 mars à 11 h 55) puis d'eau de mer (le même jour à partir de 13 h 12), deux explosions se produisent au niveau de ce réacteur, la première le 14 mars à 11 h 1 heure locale (après une augmentation anormale de la pression à 7 h 44. Elle a fait 6 blessés. Ces explosions seraient dues ou bien à un soufflage d'hydrogène ou bien au début d'une réaction en chaîne. Dans un premier temps, les autorités annoncent que seul le « bâtiment du réacteur » a explosé, et que l'enveloppe de confinement primaire n'est pas endommagée. Selon l'AIEA (à 7 h CET), la salle de contrôle de l'unité 3 était encore opérationnelle.
Le 16 mars au matin, TEPCO et la NISA craignent une rupture de l'enceinte (la cuve) de confinement primaire en acier. À la suite de l'apparition de vapeur ou de fumée blanche provenant du réacteur, la salle de contrôle est évacuée de 8 h 30 à 10 h 45.
Le cœur du réacteur est partiellement endommagé et - selon les indicateurs de pression -, son enveloppe d'acier ne serait plus étanche et donc « à l'origine de rejets radioactifs « continus » non filtrés dans l'environnement » selon l'IRSN. L'injection d'eau de mer dans la cuve est maintenue afin d'assurer le refroidissement du cœur, qui reste cependant partiellement dénoyé.
De la fumée grise s'échappe de l'unité 3, le 21 mars, de 15 h 55 à 17 h 55. Le lendemain à 7 h 11, le bâtiment « fume » toujours mais la fumée tend à devenir plus blanche. À 22 h 43, la lumière est rétablie dans la salle de contrôle.
Le 23 mars vers 16 h 20, de la fumée plus épaisse sort à nouveau du bâtiment, diminuant vers 23 h 30 puis à 4 h 50, le 24 mars. Le 24 mars, trois opérateurs sont contaminés dans les restes du bâtiment alors qu'ils vérifiaient des matériels dans le but de rétablir une arrivée d'eau douce pour refroidir le réacteur (ces travaux ont été interrompus en raison des niveaux de la radioactivité). L'IRSN note que« les dégagements de fumées constatés le 23 mars se sont arrêtés » ; l'Institut étudie les causes possibles de cette fumée et annonce examiner les conséquences de scénarios d'aggravation de la situation, intégrant la possibilité d'une rupture de la cuve du réacteur incluant des rejets radioactifs. L'IRSN étudie aussi « l'éventualité d'une rupture de la cuve, suivie d'une interaction entre le corium et le béton, au fond de l'enceinte de confinement ». Samedi 26 à 8 h, une fumée blanche continue est signalée. L'aspersion est effectuée avec de l'eau douce.
Dimanche 27 mars, selon l'agence Jili citant un représentant de la NISA, les taux de plutonium relevés aux alentours constituent une preuve que le mécanisme de confinement du réacteur est rompu.
Le 29 mars, alors que le réacteur émet continuellement une fumée blanche, TEPCO confirme que (les 21 et 22 mars) du plutonium avait été détecté dans des échantillons de sol recueillis sur le site de Fukushima Daiichi, mais selon l'opérateur en très faible quantité, et à des doses comparables à ce qui avait déjà été trouvé sur le site.
Un exploitant de la centrale nucléaire japonaise de Fukushima Daiichi a reconnu qu'un écoulement vers l'océan Pacifique émanait du réacteur numéro 3.
Début novembre 2011, une radioactivité élevée (620 millisieverts par heure, 500 étant le seuil à ne pas dépasser pour les ouvriers) est enregistrée par le robot de déblaiement au premier étage du bâtiment de l'unité 3. C'est le plus haut niveau enregistré depuis le début des relevés dans ce bâtiment,.

### Réacteur 4
Selon la NISA, en raison de travaux sur la cuve lors de l'accident, le réacteur ne contenait pas de combustible ; par contre la piscine contenait 1331 barres de combustible usagé en désactivation ainsi que 204 barres de combustible neuf. Détruite par plusieurs explosions d'hydrogène, exposée à l'air libre et faute de refroidissement, la température de cette piscine s'est accrue (à 84 °C à 4 h 08, le 14 mars).
Deux incendies d'origine inconnue se sont déclarés dans l'unité no 4. Le premier (le 15 mars à 9 h 38) se serait spontanément éteint (à 11 h) et l'autre aurait été maîtrisé ; par contre, le bâtiment a été très endommagé, comme le signale l'opérateur le 15 mars à 6 h 14. La salle de commande, très irradiante, limite le temps de présence des intervenants.
Le second a été déclaré le 16 mars à 5 h 45 et, à 6 h 15, TEPCO le considérait comme maîtrisé.
Le 20 mars à 9 h 43, les forces d'auto-défense entreprennent d'arroser d'eau le combustible usé de la piscine de l'unité 4, pendant que TEPCO contrôle l'état des principaux câbles électriques (de 11 h à 16 h). De 18 h 30 à 19 h 46, ce 20 mars, la piscine est refroidie par aspersion d'eau de mer.
Le lendemain, (de 6 h 37 à 8 h 41), treize camions de pompiers s'activent à l'aspersion.
Le 22 mars, de nouveaux câbles électriques sont posés pour alimenter le système électrique (à 10 h 35) puis la salle de contrôle. 150 tonnes d'eau sont envoyées dans la piscine à l'aide d'un camion-pompe à béton (50 t/h, à partir de 17 h 17) qui poursuivra les jours suivants.
Le 26 mars à 8 h, l'opérateur confirme que de la fumée blanche est émise en continu, qui persistait encore le 29.
Le 24 mai, des travaux sont engagés dans le but de renforcer la structure portante de la piscine de combustible usé.
En décembre 2012, TEPCO est en train d'installer une couverture (qui devrait être achevée mi-2013) au-dessus de la piscine et annonce qu'il va accélérer le retrait du combustible qui sera retiré de novembre 2013 à fin 2014 et non pas à partir de novembre 2014 comme initialement annoncé.

### Réacteur 5
De même que le réacteur 6, le réacteur 5, au moment du tremblement de terre, était hors service pour entretien.
Selon TEPCO, le niveau d'eau de refroidissement étant suffisant et aucune fuite du circuit de refroidissement n'ayant été signalée, aucune procédure de dépressurisation ne fut jugée nécessaire; cependant, une évacuation de chaleur a dû être réalisée, en alternance pour l'eau du cœur du réacteur et pour celle de la piscine de « combustible » usagé.
Selon la NISA, l'alimentation électrique a été réactivée avec succès à 11 h 36, le 21 mars et non le 19 mars tôt le matin comme annoncé plus tôt. TEPCO a annoncé avoir commencé le refroidissement des réacteurs 5 et 6 dans la journée du 19 mars.
Les autorités japonaises annoncent que le réacteur est mis en arrêt à froid : le 20 mars à 19 h 27 selon l'IAIEA, le 21 mars à 14 h 30 selon la NISA. L'arrêt à froid correspond à une situation stable et sûre. Il n'a été possible de rallier cet état qu'avec le retour de l'électricité. On ne peut passer en arrêt à froid que lorsque la puissance résiduelle du cœur est suffisamment faible.

### Réacteur 6
Le Fukushima-Daiichi 6, construit par General Electric, avec ses 1 100 MWe (en 2011 selon la NISA) est un réacteur beaucoup plus puissant que les cinq autres réacteurs de la centrale, mis en service en 1979. Sa conception est par ailleurs différente.
L'alimentation électrique a été réactivée avec succès le 19 mars à 19 h 17 (et non le matin comme tout d'abord annoncé) ou le 22 mars à 19 h 17 selon un communiqué de la NISA du 26 mars. TEPCO a annoncé avoir commencé le refroidissement des réacteurs 5 et 6 dans la journée du 19 mars. Le lundi 21 mars à 14 h 30, les autorités japonaises annoncent que le réacteur no 6 était en arrêt à froid le 20 mars à 19 h 27.
Le 23 mars, selon la NISA, l'évacuation de la chaleur a dû être réalisée en alternance, pour l'eau du cœur du réacteur et pour celle de la piscine de combustible usagé.

## État des piscines
L'état des piscines no 2, no 3 et no 4 est reconnu assez mauvais, mais stabilisé grâce aux injections faites par lances à eau et hélicoptères.
Un peu plus de deux ans après l'accident Tepco a annoncé une panne de courant (à partir de la veille lundi 19 mars 2013 à 18 h 57 heure locale) qui a conduit l'opérateur à ne plus pouvoir assurer le refroidissement des trois piscines de stockage et de désactivation de combustible (no 1, 3 et 4) ni de la piscine commune (ou "centrale") située un peu à l'écart (dont le refroidissement devrait toutefois redémarrer mercredi à 8 heures locale).
La température des piscines no 1, 3 et 4 était avant la coupure de 25 °C environ. Le seuil de sécurité pour la piscine no 4 est selon Tepco de 65 °C. Tant que le courant ou un refroidissement de secours ne sera pas rétabli, la température devrait augmenter de 0,3 à 0,4 °C/h en moyenne, soit 4 jours - selon Tepco - avant le seuil critique, mais Masayuki Ono a précisé que la piscine no 4 était estimée à 30,5 °C le mardi à 10 h (heure locale). Le mardi à 10 heures, le courant n'était pas rétabli, mais selon Tepco « Aucun changement important des niveaux de radioactivité n'a été détecté par nos instruments de mesure à proximité » et l'injection d'eau a continué dans les réacteurs 1 et 3 (dont le corium doit être refroidi). Pour les 1 et 2, il faudrait de 14 à 26 jours pour atteindre un seuil critique si l'électricité n'était pas rétablie. Le courant a été partiellement rétabli pour la piscine du réacteur 1 (à 14 h 20 heure locale).

### Piscineno3
Depuis l'explosion du 14 mars, les autorités japonaises soupçonnent une perte d'intégrité de cette piscine.
Un incendie entraîne un dénoyage partiel des éléments combustibles usés, entreposés dans une piscine du bâtiment du réacteur.

### Piscineno4

Cumul des quantités d'eau injectées dans la piscine de stockage 4 pour y maintenir les barres d'uranium à une température contrôlée, expliqué par le fait qu'il faut pour cela 7 m d'eau au-dessus des barres reposant au fond, qui elles mesurent 4 m. Il fallait renouveler cette eau ce qui a fait déborder de l'eau radioactive et occasionné plusieurs rejets dans l'environnement côtier. En abscisse, le temps écoulé du 20 mars au 28 mai 2011. Avant le 20 mars, seuls des canons à eau dépêchés par la municipalité de Tokyo agissaient. Des barres ont vraisemblablement « brûlé » au contact de l'air, malgré les dénégations officielles locales.

Elle pose le plus d'inquiétudes, car exposée à l'air à la suite de l'explosion du bâtiment (explosions d'hydrogène) et contenant 1 330 barres de combustible usagé qu'elle venait de recevoir du réacteur no 4, auxquelles s'ajoutent 200 barres de combustible neuf qui y était en attente de chargement dans le réacteur.
Son eau était à 84 °C le 13 mars 2011. Et elle était en ébullition le 16,.
Le 16 mars 2011, faute d'appoint d'eau, un début de dénoyage des assemblages combustibles était prévu. Le toit des bâtiments a été percé pour éviter une éventuelle combustion d'hydrogène comme sur le bâtiment no 4. Depuis l'accident, les intervenants n'ont pas pu s'en approcher en raison d'un débit de dose ambiant trop important (de l'ordre 400 mSv/h).
TEPCO annonce avoir commencé ces opérations le 20 mars à 8 h 21 avec l'aide des forces d'auto-défense.
Les moyens d'évacuation de la chaleur résiduelle des combustibles ont considérablement diminué entre le 14 et le 20 mars.
Selon Arnold Gundersen de Fairewinds Associates, les racks de barres de combustible ont été en tout ou partie exposés à l'air libre, entrainant à la fois une forte émission de radiations dans l'environnement et une possible volatilisation des particules de plutonium présentes dans le combustible. Ce que confirmerait la découverte de traces de plutonium à proximité du site.
À partir du 22 mars, un camion "pompe à béton" a été utilisé à plusieurs reprises pour asperger d'eau plus efficacement la piscine afin de la refroidir.
Ce consultant de Fairewinds est également cité le 8 juin 2012 dans un article du Monde, consacré à la gravité de la situation de la piscine du réacteur 4. Les points de vue opposés d'un ex-responsable américain du DoE et de l'administrateur du CEA d'une part, et du ministre japonais investi de la gestion de la catastrophe (Goshi Hosono) d'autre part, illustrent une disparité dans la perception des risques. Un scénario catastrophe est suggéré, alléguant que dix fois la quantité de césium 137 de Tchernobyl pourrait s'échapper de son confinement si, au bout de trois semaines, l'eau de la piscine contenant les barres de combustible s'écoulait ou était évaporée ; auquel cas il faudrait évacuer la mégalopole de Tokyo. L'article conclut que les moyens de la seule compagnie privée Tepco excluent qu'elle se lance de manière adéquate dans la planification de longue haleine que requiert l'économie des catastrophes, et préconise plutôt que la gestion du devenir du site revienne en direct à l'État japonais, nanti d'une priorité nationale pour le sécuriser en tenant compte de tous les aspects de la problématique.
Cette piscine no 4 semble avoir été la principale origine de l'émission record de xénon 133 durant les premiers jours de l'accident, car cette émission a brutalement chuté dès que cette piscine a pu être aspergée d'eau puis réalimentée en eau et refroidie.

### Piscinesno5et 6
Le retour de l'électricité samedi 19 mars dans les bâtiments 5 et 6 a permis de retrouver toute la capacité d'évacuation de la puissance résiduelle des combustibles.
Le 24 mars, la pompe chargée du refroidissement de la piscine du réacteur no 5 est tombée en panne, avant d'être réparée et à nouveau assurer le refroidissement de la piscine.

### Piscine de désactivation commune du site
Cette piscine de désactivation abriterait environ 6 500 assemblages beaucoup moins « chauds » que ceux des réacteurs (moindre puissance unitaire dégagée), mais qui doivent continuer à être refroidis. TEPCO y a préventivement procédé le 22 mars à une injection d'eau. Le 23 mars, cette piscine commune ne disposait toujours pas d'alimentation électrique, rétablie le 24 mars, permettant d'assurer le refroidissement.
Le 2 avril 2011, l'eau qui stagnait dans le bâtiment principal de l'unité de traitement des déchets radioactifs était en cours de transfert vers le bâtiment des turbines de l'unité 4. Mais le lendemain (3 avril) le niveau d'eau a monté dans la partie verticale de la tranchée de l'unité 3. Le 4 avril, par mesure de précaution, le transfert a été suspendu en raison du fait que le cheminement de l'eau n'était pas clair (information du 4 avril à 9 h 22).

## Travaux d'urgence

### Génie civil
En décembre 2011, à la suite notamment des recommandations de l'Agence internationale de l'énergie atomique (AIEA) TEPCO publie un plan de « reprise de contrôle », approuvé par le Gouvernement japonais et qui sera régulièrement mis à jour. Les travaux portent notamment sur :
- un renforcement de la structure de la piscine,
- la construction de nouveaux bâtiments (pour y manipuler des

combustibles, alors que leur retrait et évacuation a commencé et se prolongera durant plusieurs années  « dans des conditions risquées compte tenu des incertitudes qui subsistent sur leur état »
- la gestion et prévention de ruissellement et d'infiltrations d'eaux radioactives vers la mer ou les nappes phréatique, avec construction à partir de 2021 d'un mur d'acier et béton devant empêcher (échec relatif) le ruissellement ou passage d'eaux contaminées dans l'océan.

### Construction de structures de protection
Pour limiter les rejets d'effluents gazeux radioactifs dans l'atmosphère, il est décidé de construire une structure de protection autour de chacun des réacteurs 1, 3 et 4 dont les bâtiments ont été soufflés par des explosions. Ces nouvelles structures mesurent 55 mètres de hauteur pour une surface au sol de 47 × 42 m. Commencée le 13 mai 2011, la structure enveloppant le réacteur no 1 est terminée le 28 octobre 2011.*  En juillet 2013, TEPCO a construit une barrière de 16 m de profondeur en "solidifiant" le sol, sans doute avec injection de silicate de sodium (Na2SiO3) (dit « verre liquide ») déjà utilisé pour bloquer un écoulement d'eau radioactive en avril 2011. Ce mur souterrain a finalement fait monter la nappe phréatique qui l'a débordé car, pour des raisons techniques, il s'arrêtait à 1,8 m sous la surface.
- Début août 2013, TEPCO propose de ceinturer les bâtiments réacteurs d'un « mur souterrain de glace », entretenu par un système cryogénique, long de 1,4 km (pour un coût d'environ 35 milliards de yens (270 millions d'euros)[78]
- des travaux de déblai des débris et d'accès aux enceintes des réacteurs 1, 2 et 3
- des créations de lieux de stockage d'eaux et autres déchets radioactifs (400 tonnes d'eau contaminée étaient produites chaque jour pour refroidir les 3 cœurs fondus des réacteurs[79].)

Ces travaux sont « régulièrement impactés par des situations d'urgence, notamment lorsque des émissions de vapeur ou des fuites sont constatées (par exemple au niveau du bâtiment du réacteur n°3), que des niveaux de contamination élevés sont mesurés à proximité de la centrale ou encore que des défaillances incessantes des systèmes de décontamination de l'eau perturbent les opérations ».

## Démantèlement
Après l'accident, uneplanification des actions de démantèlement du site sinistré est estimée pouvoir s'échelonner sur les 40 prochaines années
Des précautions importantes seront à prendre pour éviter les aérosols et envols de poussière contaminée,,, en prenant soin dans les modélisations préliminaires d'intégrer le fait que les aérosols ne seront pas émis de manière homogène, mais essentiellement autour des outils de découpe ou du point d'impact du laser.

## Retours d'expérience
Deux commissions d'enquête ont été mises en place au Japon, à la demande Premier ministre Naoto Kan d'une part, et de la Diète du Japon d'autre part. Toutes deux ont conclu en 2012 que l'évènement a été « un désastre créé par l'homme » et pas uniquement attibuable au séisme et au tsunami qu'il a généré le 11 mars 2011.
Nombre de rapports japonais, souvent riches en information sur les faits, les causes et les conséquences de cet accident nucléaire « hors scénarii ». Ces travaux ont été réanalysés par des entités et experts internationaux, notamment en 2013 et 2014. Durant plusieurs années, la catastrophe et en particulier ses effets sur la centrale ont été analysé. Ce travail a permis un bilan qui est un retour d'expérience important pour la conception et l'exploitation des futures installations nucléaires, notamment en termes de renforcement de la robustesse et redondance des équipements, en termes de formation des intervenants à des situations inhabituelles et extrêmes.
Nombre de rapports japonais, souvent riches en information sur les faits, les causes et les conséquences de cet accident « hors scénarii » ont été publiés. Ces travaux ont été réanalysés par des entités et experts internationaux. Durant plusieurs années, la catastrophe et en particulier ses effets sur la centrale ont été analysé. Ce travail a permis un bilan qui est un retour d'expérience important pour la conception et l'exploitation des futures installations nucléaires, notamment en termes de renforcement de la robustesse et redondance des équipements, en termes de formation des intervenants à des situations inhabituelles et extrêmes.
En 2015, Jean-Christophe Niel (Directeur Général de l'Autorité de sûreté nucléaire française) notait que ce bilan a permis une révision de l'« évaluation des aléas et agressions, en s'interrogeant sur les cumuls de défaillances et en intégrant l'identification des « effets falaises ». Le retour d'expérience a aussi conduit les autorités de radioprotection et de sûreté européennes à considérer qu'il fallait améliorer leur coordination en situations d'urgence, en particulier transfrontalières. Elles ont aussi considéré qu'il fallait se préparer à la gestion de situations extrêmes pour lesquelles peu d'information serait disponible. Enfin, le rôle dans la prévention comme dans la gestion de l'urgence, des différents acteurs ou différents groupes d'acteurs tels que les exploitants, l'autorité de sûreté, le Gouvernement, les medias et les citoyens et de leurs interactions doit aussi être analysé à la lumière de cet accident ». Ce bilan s'est notamment appuyé sur la publication par le gouvernement japonais le 11 septembre 2014 du témoignage officiel de Masao Yoshida (l'ingénieur japonais qui était directeur de la centrale de Fukushima Dai Ichi au moment de l'accident), témoignage traduit en français en 2015, après publication par le journal Asahi Shimbun en mai 2014 d'une traduction anglaise de cette audition de Masao Yoshida par Commission d'enquête gouvernementale, qui « s'est rapidement révélée fallacieuse. Le 11 septembre 2014, jour de la publication
officielle du témoignage de Yoshida, le président du journal présenta ses excuse »s.
Microbiome : Le Tsunami a inondé une partie des bâtiments 1 à 4, et depuis l'accident, une grande quantité d'eau de mer a été déversée sur et dans la centrale. De l'eau stagnante radioactive (1 × 109 Bq137Cs/L) y a été prélevée par TEPCO, à 30 cm et 1 m au dessus du sol, de la « salle du tore » d'un des bâtiments de réacteur inondé (il s'agit d'une grande salle circulaire qui, dans les réacteurs à eau bouillante (REB) de type Mark-I, entoure le socle de béton de 8 m d'épaisseur qui supporte la cuve du réacteur ; cette salle aux parois de béton abrite une piscine destinée à piéger la vapeur radioactive et à haute pression dans une hausse de pression est constatée dans le réacteur (confinement primaire). Ces micro-organismes ont été isolées et identifées (2023) et on a montré (2024) qu'en surface cette communauté bactérienne était dominée par le genre Limnobacter (connu pour oxyder le thiosulfate pour l'une de ses représentants : Limnobacter thiooxidans). En profondeur le genre Brevirhabdus (connu pour oxyder le manganèse) dominait. Plusieurs de ces genres bactéries étaient identiques à ceux déjà trouvés dans des piscines de combustible nucléaire usagé en France et au Brésil. Environ ~70% des genres de bactéries identifiés dans cette eau étaient associés à la corrosion des métaux. Une partie des bactéries observées venaient des eau marines naturelles ; et une autre était typique de communautés bactériennes artificielles des biofilms, des boues d'épuration et des eaux usées. Beaucoup de centrales sont en bord de mer ; mieux détecter et comprendre la corrosion bactérienne des métaux dans les centrales (ou autres usines) endommagées par de l'eau de mer est imporant, notamment pour préparer le démantèlement.

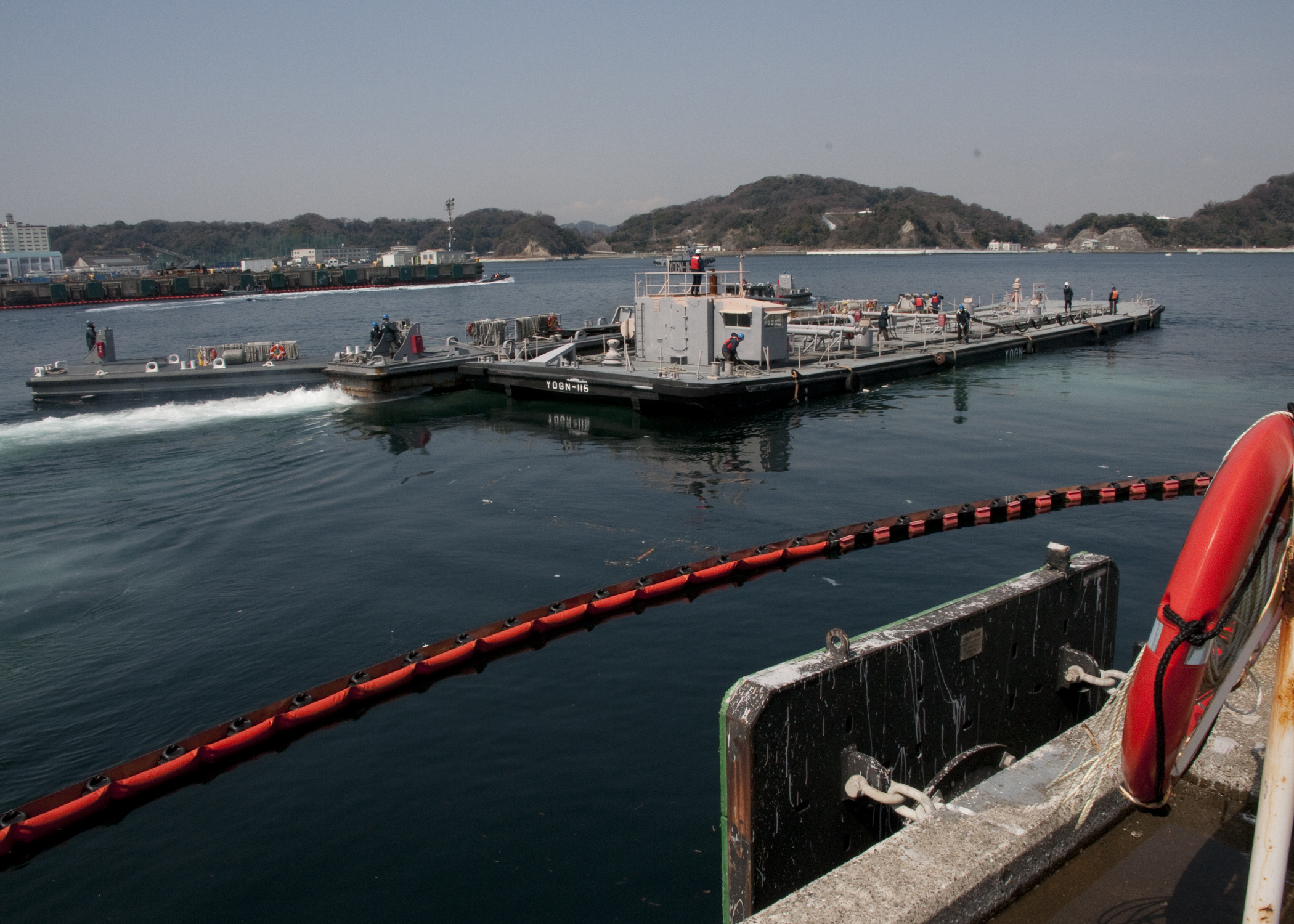
Barge de l'U.S. Sealift Command, va livrer un million de litres d'eau depuis la base de Yokosuka, pour le refroidissement de la piscine 4 de la centrale nucléaire de Fukushima Daiichi (ici : 25 mars 2011). Les conséquences de la catastrophe impliquent des moyens internationaux telle la logistique militaire.

### Vidéographie
- « Impact du séisme et du tsunami sur la centrale nucléaire de Fukushima-Daiichi (avec vidéos IRSN décrivant et expliquant les étapes successives de l'accident) », sur irsn.fr (consulté le 31 mars 2024)